# ヘンリー・プレイザー・フレッチャー

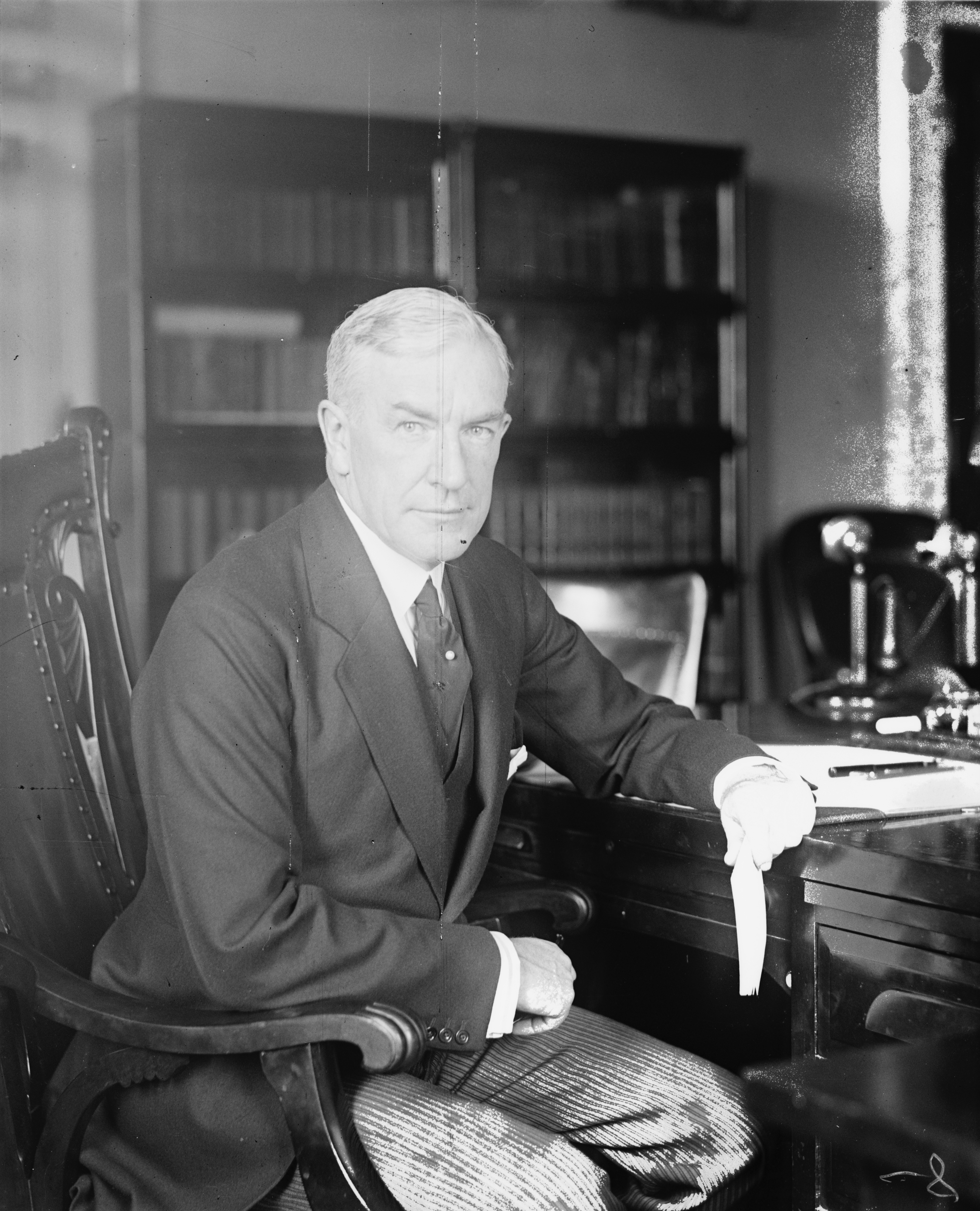
ヘンリー・プレイザー・フレッチャー

ヘンリー・プレイザー・フレッチャー（Henry Prather Fletcher, 1873年4月10日 - 1959年7月10日）は、アメリカ合衆国の外交官。

## 生涯
1873年4月10日、フレッチャーはペンシルベニア州グリーンカスル (ペンシルベニア州)において誕生。1898年にセオドア・ルーズベルト率いる義勇騎兵隊「ラフ・ライダーズ」に所属して米西戦争に参戦した。1899年から1902年までは中尉として米比戦争に参戦。その後は外交官として働き、駐チリ大使、駐メキシコ大使、駐ベルギー大使、駐ルクセンブルク公使、駐イタリア大使を歴任した。1921年には国務次官を務めた。
1959年7月10日、フレッチャーはロードアイランド州ニューポートにおいて死去した。フレッチャーの遺体はアーリントン国立墓地に埋葬された。

## 家族
父親はルイス・ヘンリー・クレイ・フレッチャー (Lewis Henry Clay Fletcher, 1839年-1927年)、母親はマーサ・エレン・ロウ (Martha Ellen Rowe, 1840年-1896年) であった。フレッチャーは1917年7月25日にベアトリス・ベンド (Beatrice Bend, 1877年-1941年) と結婚した。